# La Voiture Électrique Védrine
La Voiture Électrique Védrine war ein französischer Hersteller von Automobilen und Karosserien.

## Unternehmensgeschichte
Das Unternehmen hatte seinen Hauptsitz in Neuilly-sur-Seine und Fabriken in Courbevoie und Rouen. Es fertigte Karosserien für Panhard & Levassor und Hotchkiss et Cie. 1904 begann die Produktion von Automobilen. Der Markenname lautete Védrine. 1906 entstanden 1500 Fahrzeuge und Karosserien. Etwa 1910 endete die Automobilproduktion. Es ist nicht bekannt, wann das Unternehmen aufgelöst wurde.

## Fahrzeuge
Das einzige Modell war ein Elektroauto. Der Elektromotor war direkt vor der Hinterachse montiert. Es gab die Karosserieformen Coupé de Ville und Landaulet.